# Мревлишвили, Маквала Александровна
Маквала Александровна Мревлишвили (груз. მაყვალა ალექსანდრეს ასული მრევლიშვილი, 14 (27) февраля 1909 года, Сигнахи — 5 сентября 1992 года, Тбилиси) — советская детская писательница, поэтесса и прозаик, переводчик.

## Биография
Родилась в семье художника Александра Мревлишвили (1866—1933).
В 1930 году окончила Тбилисский государственный университет, факультет педагогики литературного отдела. После окончания работала в различных передачах детской редакции радиокомитета, научным сотрудником Государственного музея, в художественном кружке Республиканского дворца, возглавляла детскую секцию Союза писателей. Кандидат филологических наук (1958)
Первое стихотворение «Письма из Абастумани», опубликовано в 1927 году, первая книга «Стихотворения» — в 1940 году.
Рассказ «Куцые чурчхелы» представлял СССР (наряду с рассказами Р. Погодина, О. Донченко, В. Железникова, Я. Раннапа, Х. Назира) в сборнике рассказов писателей разных стран «Дети мира» (1962), подготовленном международной редакционной коллегией (издан в СССР в 1965 году).
Занималась переводами с других языков.
Похоронена в Дидубийском пантеоне писателей и общественных деятелей.

## Награды
- орден Трудового Красного Знамени (26.02.1979)
- орден «Знак Почёта» (17.04.1958)
- Государственная премия Грузинской ССР имени Шота Руставели[3]